# Opacifrons ochrea
Opacifrons ochrea är en tvåvingeart som först beskrevs av Papp 1974.  Opacifrons ochrea ingår i släktet Opacifrons och familjen hoppflugor. Inga underarter finns listade i Catalogue of Life.